# Chirindia rondoensis
Chirindia rondoensis är en ödleart som beskrevs av  Arthur Loveridge 1941. Chirindia rondoensis ingår i släktet Chirindia och familjen Amphisbaenidae. Inga underarter finns listade i Catalogue of Life.